# Afton (ort i Kanada)
Afton är en ort i Kanada.   Den ligger i provinsen Prince Edward Island, i den östra delen av landet, 1 000 km öster om huvudstaden Ottawa. Afton ligger 11 meter över havet och antalet invånare är 826.
Terrängen runt Afton är platt. Havet är nära Afton åt sydost. Närmaste större samhälle är Charlottetown, 7,2 km nordost om Afton. 